# Baronia de Pinós
La Baronia de Pinós fou una jurisdicció senyorial que des del segle xi va pertànyer al llinatge dels Pinós. La Baronia de Pinós estava ubicada en el Comtat de Cerdanya, concretament en el pagus de Berga.
El territori limitava al Nord amb la Serra del Cadí, al Sud amb la riera de Malanyeu. A l'est limitava amb la baronia de Mataplana a Gavarrós i a l'oest amb la Serra del Verd i el Pedraforca incloent el termes de Gósol, Saldes, Feners i l'Espà.
Fora d'aquest límits bàsics els senyors de Pinós també posseïen Banat i Vilanova de Banat (o Calbell de Banat), el Querforadat i Ansovell, termes situats al nord de la Serra del Cadí, així com les poblacions de Pinós i Vallmanya, a l'Alta Segarra.
Al centre de la baronia destacaren els nuclis de Bagà, que en fou capital, Gréixer, Gisclareny, Vilella i Brocà.
El castell de Pinós, que ja està documentat el 995, estava situat dins la franja de marca (o frontera) que tenia el pagus de Berga (del Comtat de Cerdanya), a la zona de l'Alta Segarra.
En la llegenda d'Otger Cataló i els Nou Barons de la Fama un d'aquests era el suposat fundador de la nissaga dels Pinós: Galceran de Pinós, tot i que no això no està acceptat per la disciplina històrica i aquest fet s'ha mostrat llegendari.
El primer Pinós de què es té constància fou Miró Ricolf de Pinós, pare de Galceran I de Pinós (1068-1117).
Els barons van construir el castell de Bagà, ja al segle xiii, i l'any 1233 fundaren la vila de Bagà. Galceran de Pinós i la seva muller Esclarmonda
concediren una carta de franqueses que va afavorir el poblament de la vila.
També foren barons de Pinós Pere Galceran I de Pinós que participà en la Guerra venecianogenovesa a Sardenya de 1354 morint de pesta, durant el setge de l'Alguer, i Pere II Galceran de Pinós, que organitzà la defensa al coll de Panissars en la Guerra de Jaume IV de Mallorca.
Dels Pinós la baronia passà a mans dels comtes de Lerín i als Álvarez de Toledo, ducs d'Alba de Tormes.

## Història

### Orígens
No es coneix exactament el motiu del nom de la Baronia de Pinós. En Serra i Vilaró planteja que els barons de Pinós haurien pres el nom d'un castell en el qual haurien viscut els seus avantpassats els primers anys de la reconquesta, tot i que posteriorment es traslladaren a Bagà. Es creu que aquest castell hauria estat a Bardines, a la Vall de Gósol. La dificultat d'assolir al coneixement dels seus orígens rau en el fet que els primers documents de l'arxiu de Bagà daten de mitjans del segle xiii, però un document del 1289 afirma que els Pinós eren descendents dels comtes de la Cerdanya en un document on Galceran de Pinós i la seva dona Berenguera confirmaven una carta de privilegis que els comtes de Cerdanya havien donat als habitants de la Franquesa de Faners, a la parròquia de Sant Andreu de l'Aspà.

## Barons de Pinós
- Miró Riculf de Pinós.[7]
- Galceran I de Pinós.[7]
- Galceran II de Pinós.[7]
- Galceran III de Pinós.[8]
- Ramon Galceran I de Pinós.[7]
- Galceran IV de Pinós.[9]
- Galceran V de Pinós.[10]
- Pere Galceran I de Pinós.[11]
- Pere Galceran II de Pinós.[12]
- Galceran VI de Pinós.[13]
- Pere Galceran III de Pinós.[14]
- Bernat Galceran I de Pinós.[15]
- Bernat Galceran II de Pinós.[16]
- Felip Galceran de Pinós.[17]
- Lluís de Beamunt.[18]